# Cyprien Rome
Pour les articles homonymes, voir Rome (homonymie).
Marius Cyprien Rome (Lachamp, 4 mai 1898 - Montpellier, 16 décembre 1973) est un prêtre catholique séculier français.

## Biographie
Ordonné prêtre en mai 1923, il accomplit quelques années de vicariat, puis, comme bon nombre de ses collègues en cette période de trop-plein sacerdotal en Lozère, il quitte le diocèse en 1938 pour celui de Montpellier, qui accueille des Gévaudanais (habitants du Gévaudan) dès le XVIIe siècle. 
Il est d’abord vicaire à Valergues, de 1938 à 1945, puis à Baillargues et Saint-Brès. Incardiné au diocèse de Montpellier en 1952, il demandait sa retraite lorsque l’évêque lui proposa de bâtir à la fois une église et une paroisse, dans la banlieue en expansion de la ville (1955). 
Il rejoignit alors le Père Marius Coursindel, comme auxiliaire, mais ce fut à lui que revint de réaliser l’installation des locaux de la nouvelle paroisse Notre-Dame de la Paix, dont il devint le curé en mai 1960. Chanoine honoraire de la Basilique-Cathédrale en 1962, il est déchargé sur sa demande de ses fonctions de curé-fondateur de Notre-Dame de la Paix en 1969. Il meurt à Montpellier le 16 décembre 1973, cinq jours après le chanoine Foulquier, venu, lui, de Valady. Ses obsèques sont célébrées par l’évêque de Montpellier et Mgr Sangaré, archevêque de Bamako ; l’homélie du P. Théron a mis en valeur des traits qui ont sans doute été ceux de bien des prêtres lozériens : « Massif comme ses montagnes natales, le prêtre savait délivrer de la robustesse une discrète finesse qui se traduisait en spiritualité ou culture autant qu’en habileté ». La ville de Montpellier a donné le nom du Père Cyprien Rome à la rue qui borde les locaux paroissiaux. Le père Rome est enterré dans le petit cimetière de Lachamp en face de sa maison qui appartient toujours à la famille.